# Personaggi di Alita Last Order
Questa è una lista dei personaggi del manga Alita Last Order.

## Personaggi principali

### Alita
Ragazza cyborg e potentissima guerriera, esperta nell'arte marziale del Panzer Kunst. È la protagonista della storia. All'inizio di "Battle Angel Alita", il dottor Daisuke Ido la risveglia da un coma secolare; all'inizio di "Last Order" il professor Desty Nova ne ricostruisce il cervello, dopo averla fatta esplodere in uno degli episodi di "Battle Angel Alita". In "Last Order", il primo risveglio apparente di Alita avviene dopo l'apparente morte di Nova. Per recuperare il cervello della sua amica Lou, si reca su Jeru insieme a Desty Nova e alle sue copie Elf, Zwölf e Sechs. Qui, entra in contrasto con Aga Mbadi e, per opporsi alle sue macchinazioni e portare a termine la sua missione, parteciperà al torneto Z.O.T. (Zenith Of Things) formando la squadra degli Space Angels.

### Desty Nova
Desty Nova (ディスティ・ノヴァ?, Disuti Nova) è uno scienziato pazzo dalle incredibili capacità, originario di Salem; è un eccellente conoscitore della nanotecnologia, grazie alla quale dà vita a incredibili esperimenti. La sua principale ricerca è il "controllo del karma" e la liberazione dell'umanità da questi vincoli. In "Last Order" dispone della tecnologia che permette di realizzare dei backup dei ricordi, insieme alla capacità di clonare i corpi. A ogni sua morte ha realizzato alcune copie di backup di sé stesso, che a loro volta si sono create dei backup. Questi Desty Nova finiscono per avere storie, scelte e alleanze differenti. 
- Porta-Nova: copia di backup finita in mano a Wu Ping. Appare come un volto su un piccolo monitor ed è più corretto delle altre versioni di Nova.
- Supernova: versione di Nova catturata da Aga Mbadi. Sfoggia un'insolita pettinatura afro, è alleato di Aga Mbadi e appare più malvagio degli altri. La sua architettura cerebrale è differente da quelli degli altri Nova e dispone di altri potenziamenti messi a sua disposizione da Aga Mbadi.
- Desty Nova (versione di Salem): cuoco di budini, nonché versione di backup successiva alla partenza da Salem di un altro Desty Nova (vedi Supernova). Il suo aspetto e il suo carattere corrispondono a quelli dell'inizio della serie.

### Aga Mbadi
Aga Mbadi (アガ・ムバディ?, Aga Mubadi) detto Trinidad (トリニダード?, Torinidādo), è il sommo tecnocrate di Jeru e consigliere del Presidente di "Ladder", la Commissione arbitrale dell'Alleanza del Sistema Solare (anche se, in realtà, è lui a detenere il vero potere decisionale). Uomo calmo e scuro di carnagione. È anche un esperto di meditazione e di arti marziali, ma è soprattutto un manipolatore sociale su vasta scala. Le particolarità dei cittadini di Salem fanno parte di un suo esperimento sull'intelligenza umana. Mbadi in passato è stato un grande eroe dello spazio, ma in seguito è stato traviato da un suo nemico, che lo ha convinto ad unire i chip cerebrali degli scienziati criminali di Salem al suo cervello, per diventare così un superuomo in grado di guidare le masse. Come altri nel suo tempo, ha alcuni secoli di età. Può assumere il controllo dei corpi cyborg nelle sue vicinanze.

### Ping Wu
Ping Wu (ピング・ウー Pingu Ū), detto "Wizard" (il mago), è l'hacker più abile della storia della Terra. Aiuta Alita nella sua impresa di risalire su Jeru e recuperare il cervello dell'amica Lou. È un antico nemico del tecnocrate supremo Aga Mbadi. Ha alcuni secoli di età; anzi è stato lui a divulgare, come hacker, le tecniche di matusalizzazione. Ha un braccio artificiale senziente. Nella versione statunitense, il suo soprannome è traslitterato in modo alternativo, come "The Weasel" (la donnola).

## Space Angels

### Sechs
Sechs (イギー?, Igī) originariamente era la replica robotica AR-6 dell'originale Alita. In seguito alla distruzione del G.I.B. inizia una nuova vita che lo porta inizialmente a scontrarsi e successivamente ad allearsi con Alita. Il suo nome, in tedesco, significa "sei". In seguito Sechs passa a un corpo artificiale di aspetto maschile, basato su tecnologie differenti dalla nanotecnologia utilizzata da Nova e Salem.  Si può pensare che Sechs rappresenti, almeno inizialmente, una versione da "guerriero fanatico" di Alita, con spadone e un solo occhio, molto simile al personaggio di Gatsu nel fumetto Berserk. Per qualche numero, in assenza di un corpo cyborg, il suo corpo è stato quello di una bambolina armata di coltello (originariamente usata da Alita e Lou Collins, nel primo arco narrativo, per comunicare a distanza). Attualmente utilizza il corpo artificiale modello "Fitzroy", con la bambolina inserita nella spalla.

### Elf e Zwölf
Elf (エルフ?, Erufu) e Zwölf (ツヴェルフ?, Tsuverufu), i cui nomi significano "undici" e "dodici" in tedesco sono le repliche robotiche AR-11 e AR-12 di Alita. In seguito alla distruzione del G.I.B. acquistano, come Sechs, una sorta di libero arbitrio. Hanno un carattere frivolo e rappresentano il lato fatuo della protagonista. Indossano spesso abiti appariscenti e pacchiani.

## Congresso Monarchico di Marte
Il Congresso Monarchico di Marte è una monarchia costituzionale sponsorizzata da LADDER e una delle tre fazioni in lotta per il controllo del pianeta Marte. Durante gli eventi della serie è guidato dalla giovanissima regina Limeira. Ha una filosofia unica in quanto ha ufficialmente rifiutato la Matusalizzazione, che consente alle persone di diventare effettivamente immortali, credendo che la vita umana abbia più valore a causa della mortalità. Di conseguenza, è solidale con cause come quella dei Guntroll, che tentano di salvare i bambini, ai quali offrirà asilo dopo la distruzione della loro sede.

### König
König (ケ ー ニ ッ ヒ?, Kēnihhi) è un orsacchiotto parlante che la Regina Limeira ha con sé da quando era piccola. Non è stato rivelato quale sia la vera natura. Alla sua prima apparizione ad un incontro di LADDER, i rappresentanti di Venere e Giove sospettarono che il padre defunto della regina Limeira avesse trapiantato il suo cervello in König perché il suo nome significa "re" in tedesco. Sembra essere capace di parola e pensiero indipendente, sebbene possa essere semplicemente un ventriloquismo da parte di Limeira.

### Regina Limeira
La Regina Limeira (リ メ イ ラ 女王?, Rimeira Joō) è giovane, ma ha una saggezza oltre i suoi anni, riuscendo a confondere persino Aga Mbadi. Tuttavia, lei tende a passare a una versione più giovane e più acerba di sé stessa, in parte a causa del suo comportamento nei confronti di König. È stato suggerito che sia una ventriloquista che usa spesso König come portavoce.  Suo padre il re fu assassinato sotto gli ordini di Mbadi, ma lei deve ancora scoprire questo fatto.

### Zazie
Zazie (ザ ジ Zaji?), è la devota guardia del corpo della Regina Limeira, che serve fin da quando era piccola. Zazie è una sopravvissuta della scuola del colonnello Pain e come risultato è un soldato altamente qualificato e specializzato, specialmente nell'uso delle armi da fuoco. Scopre Alita e Ping come clandestini sulla navicella spaziale del Congresso Monarchico di Marte e tenta di ucciderli venendo però sconfitta da Alita. Più tardi, tuttavia, assiste Alita nella Combat Chamber del Leviathan 1, catturando le bandiere sparse per tutta l'area per espiare il loro fallimento per non essere riusciti a salvare il plotone del piccolo Jiro in tempo. Combatte e sconfigge Hogan, un membro del team dei Karateka Spaziali, e aiuta Alita nella sua lotta contro il leader, Toji. Successivamente si unisce agli Space Angels durante lo Z.O.T.

## Altri

### Lou Collins
Operatrice del G.I.B. di Salem (Ground Investigation Bureau - Ufficio per le indagini della superficie), è la migliore e forse unica vera amica e collaboratrice di Alita nel periodo in cui la protagonista lavora per conto di Salem.

### Kaos
Figlio di Desty Nova, è un uomo dotato di eccezionali poteri psichici, lavora per trovare un accordo tra Salem e la Superficie, ed è amico di Alita.

### Jim Roscoe
Assistente di Desty Nova. Benché non ne sia toccato direttamente, impazzisce quando Desty Nova rivela un segreto che riguarda gli abitanti maggiorenni di Salem. In seguito, scopre un altro segreto su tutti i cittadini di Salem e ordina al suo robot Satumode di distruggere tutto. Attualmente è morto. Un backup della sua mente è contenuto dentro Satumode.

### Satumode
Costrutto nanotecnologico/robot creato dall'assistente di Desty Nova. La sua mente è una copia di quella del suo creatore. Attualmente è quiescente e posto in cima a una colonna in una piazza di Salem.

### Caerula Sanguis
Donna vampiro nata a Erdely nel 1808, conosciuta anche come Vilma Fachiri, Chin Chi e altri nomi, è quasi immortale. È una abilissima conoscitrice delle arti marziali cinesi e fondatrice di alcune scuole di arti marziali. Ha la facoltà di prevedere le mosse degli avversari. Oltre a questo, è la direttrice della Stella Nursery Society, uno dei pochissimi orfanotrofi esistenti che si prenda effettivamente cura dei bambini (in conseguenza della diffusa immortalità in quella società, i bambini non sono generalmente considerati).

### Qu Tuang
Capitano dei Guntroll. Lavora nella Stella Nursery Society. È una cyborg e una combattente esperta di arti marziali cinesi.

### Arthur Farrell
Capo di una comunità di scampati al periodo di freddo seguito alla caduta del meteorite. Appartiene alla seconda generazione. L'espressione "Last Order" è, apparentemente, sua. Il suo nome è anche un riferimento al ciclo arturiano, fatto frequente in questa parte della storia.